# Battling Siki
Battling Siki (Saint-Louis, 16 de setembro de 1897 – Nova Iorque, 15 de dezembro de 1925) foi um pugilista franco-senegalês, campeão mundial dos meios-pesados entre 1922 e 1923.

## Biografia
Nascido no Senegal, Battling Siki, cujo nome real era Louis Mbarick Fall, foi levado para França por uma atriz, quando ainda era apenas um adolescente.
Começou a lutar boxe aos 15 anos de idade, sendo que seu início não foi nada promissor, haja vista que, entre 1912 e 1914, Siki acumulou 8 vitórias, 6 derrotas e 2 empates.
Em 1914, alistou-se no exército francês, tendo combatido na Primeira Guerra Mundial. Siki foi condecorado com medalhas de bravura, por seu serviço prestado ao exército.
Terminada a guerra, em 1919, Siki retomou sua carreira no boxe de maneira espetacular, emplacando uma sequência de 43 vitórias, em 46 lutas, nos quatro anos que se seguiram.
Em 1922, na luta de sua vida, Siki enfrentou o então campeão mundial dos meios-pesados Georges Carpentier, em um embate que entrou para a história do boxe, tanto pelo espetáculo proporcionado no ringue, quanto pelo seu término bastante controvertido.
Carpentier iniciou a luta melhor, tendo posto Siki à lona duas vezes no terceiro assalto. Porém, ainda no terceiro assalto, Siki conseguiu  se recuperar e derrubou o campeão. Daí por diante, Siki passou a controlar as ações da luta, voltando a nocautear Carpentier no sexto assalto com um poderoso uppercut.
Nocauteado no chão, Carpentier foi declarado o vencedor da luta pelo árbitro, que desqualificara Siki sob a alegação de que este havia derrubado Carpentier com um golpe irregular. Vinte minutos mais tarde, porém, o resultado acabou sendo revertido e Siki foi declarado o novo campeão mundial dos meios-pesados.
Posteriormente, Siki alegou que havia concordado em perder a luta para Carpentier, todavia, após ter sido duramente golpeado pelo campeão, mudou de ideia e resolveu lutar pra valer.
Uma vez campeão mundial dos meios-pesados, Siki logo anunciou sua vontade de desafiar em seguida o campeão dos pesos-pesados Jack Dempsey. Apesar de não ter conseguido atrair a atenção de Dempsey, vários outros lutadores de renome na época se dispuseram a enfrentar Siki.
No entanto, no final das contas, o adversário seguinte de Siki acabou sendo o irlandês Mike McTigue. A luta aconteceu em 1923, tendo terminado com a derrota de Siki nos pontos, após vinte assaltos. Siki contestou a perda de seu cinturão, sob a alegação de que ambos os lutadores estavam fora do peso para a categoria.
O declínio de Siki continuou em sua luta seguinte, quando Siki acabou sendo derrotado pelo inexpressivo Emile Morelle. Essa derrota custou a Siki a perda de seus títulos de campeão francês e europeu dos meios-pesados. Siki se recusou a pesar-se após esta luta.
Depois de ter perdido todos seus títulos, em 1923, Siki mudou-se para os Estados Unidos, no intuito de tentar uma nova retomada de sua carreira. Entretanto, entre 1923 e 1925, Siki mostrou um desempenho pífio, tendo acumulado 11 vitórias, 17 derrotas e 1 empate.
Em 1925, a vida de Siki teve um fim trágico, quando este acabou sendo assassinado nas ruas de Nova Iorque. Baleado duas vezes no tórax, Siki foi encontrado morto na rua por um policial. Seu assassino nunca foi descoberto.